# Christina Chanée
Christina Chanée (née Christina Birch Wongskul, le 6 janvier 1979) est une chanteuse de pop dano-thailandaise qui a gagné la finale nationale du Dansk Melodi Grand Prix 2010 en duo avec Tomas N'evergreen. Ils ont interprété leur chanson In a Moment Like This lors du Concours Eurovision de la chanson 2010 à Oslo en Norvège, se classant 5e de la 2e demi-finale avec 101 points puis 4e de la finale avec 149 points. Elle vit actuellement à Frederiksberg près de Copenhague.

## Biographie
Chanee a commencé à chanter du jazz, et a joué en tant que soliste et choriste. En 2003, elle a chanté la chanson Gone Away sur la bande originale Anja après Viktor et la même année sur la chanson titre du film musical Askepop - The Movie. Chanee a déjà paru dans deux bandes de couvrir Diva2Diva et Sanne Jam. 
En 2004, elle a été avec la maison nubienne groupe Fräulein en DR1-show Enfin vendredi, avec Amin Jensen. C'est dans ce contexte, elle a rencontré Kid Creole, qui a été soliste invité dans l'une des sections, qui l'invite à passer une audition sur Marvin Gaye - The Musical. Creole lui a donné le premier rôle, malgré le fait qu'elle n'avait pas d'expérience avec soit musicale ou jouer. Par la suite, elle part en tournée avec Kid Creole et les Coconuts.
Elle a également une carrière d'actrice dans la série Clown et 2900 Bonheur en 2005 et 2007.